# 필립 K. 딕
필립 K. 딕(Philip Kindred Dick, 1928년 12월 16일 ~ 1982년 3월 2일)은 미국 출신의 과학 소설(SF) 작가이다. 시카고에서 태어났으나 캘리포니아에서 살았다. 버클리 대학에서 잠시 공부하기도 했다. 44편의 장편소설과 121편의 중단편을 출간했으며, 초현실적이고 편집증적인 분위기와 병적일 정도로 풍부한 상상력으로 유명하다. 생전에는 SF 문단에서 컬트적인 인기를 얻는데 그쳤지만, 인식론적인 색채가 짙은 1960년대 작품들이 슬라보이 지제크, 장 보드리야르, 프레드릭 제임슨 등의 포스트모더니즘 비평가들 및 사이버펑크 작가들의 주목을 받으며 영화와 문학을 위시한 20세기 후반의 대중문화 전반에까지 지대한 영향을 끼쳤다.
대표 장편으로는《화성의 타임슬립》(Martian Time-Slip)(1964),《파머 엘드리치의 세 개의 성흔》(The Three Stigmata of Palmer Eldritch)(1965), 《안드로이드는 전기 양의 꿈을 꾸는가?》(Do Androids Dream of Electric Sheep?)(1968),《유빅》(Ubik)(1969), 《죽음의 미로》(A Maze of Death)(1970),《발리스》(VALIS)(1981) 등이 있으며, 대체 역사 소설인《높은 성의 사나이》(The Man in the High Castle)(1962)로 1963년 휴고상을, 《흘러라 내 눈물, 하고 경관은 말했다》(Flow My Tears, the Policeman Said)(1974)로 1975년 존 W. 캠벨 기념상을, 《스캐너 다클리》(Scanner Darkly)(1977)로 1978년 영국 SF 협회상을 받았다. 작고한 이듬해인 1983년에는 필립 K. 딕상이 제정되었다. 이는 미국에서 처음부터 페이퍼백 단행본으로 출간되는 뛰어난 SF 장편을 선정해서 매년 수여되는 상이며, 휴고상과 네뷸러상과 더불어 SF계의 3대 문학상으로 간주된다.
2009년에는 미국의 비영리 출판사인 라이브러리 오브 아메리카에서 13편의 대표 장편이 세 권의 하드커버 걸작선으로 출간되었다. 라이브러리 오브 아메리카의 미국 문학 총서는 허먼 멜빌에서 헨리 제임스를 망라하는 거장들의 작품을 수록한 200여권에 달하는 방대한 선집으로, 딕은 이 총서에 수록된 최초의 SF 작가이다.

## 스타일
딕은 일생 동안 불안증과 갖가지 공황 장애에 시달렸고, 치료약으로 처방받은 암페타민의 부작용으로 인해 환각을 보는 일도 잦았지만, 이러한 경험을 소설에 녹여내어 보편화하는 탁월한 재능을 가지고 있었다. 표면적으로는 외계인의 침략이라든지 초능력 따위의 통속적인 B급 SF의 소도구들을 구사해서 구축되는 그의 작품 세계의 이면에는 정체성의 혼란, 가상현실, 시뮬라크르, 약물에 의한 의식의 변용, 기억의 혼란, 불안감, 편집증, 음모론, 거대 기업, 전체주의가 횡행하는 20세기 특유의 디스토피아가 자리잡고 있다. 영웅이라기보다는 소시민에 가까운 딕의 주인공들은 존재론적인 고뇌에 빠져 현실의 다중화를 경험하며, 이런 경험은 곧잘 현실 자체의 붕괴로 이어진다. 디키언(dickian)이라고 형용되는 이런 작풍은 현대 SF 문학과 영화에서 하나의 큰 소재적 흐름으로 자리 잡았다.

## 각색
딕의 직접적인 영향을 받고 제작된 영화로는 《매트릭스》(1999)와 《이퀼리브리엄(2002)》이 유명하며, 장편《안드로이드는 전기양의 꿈을 꾸는가?》(1968)를 리들리 스콧이 영화화한《블레이드 러너》(1982)와 단편 《도매가로 기억을 팝니다, We Can Remember It for You Wholesale》를 파울 페르후번이 영화화한 《토탈 리콜》(1990)은 딕의 이름을 일반대중에게 널리 알리는 계기가 되었다. 영화 《마이너리티 리포트》(2002), 《임포스터》(2002), 《페이첵》(2003), 《넥스트》(2007),《컨트롤러》(2011)도 그의 단편들을 바탕으로 한 것이다.

## 저서
1. 《화성의 타임슬립》
2. 《죽음의 미로》
3. 《닥터 블러드머니》
4. 《높은 성의 사나이》
5. 《파머 엘드리치의 세 개의 성흔》
6. 《발리스》
7. 《성스러운 침입》
8. 《티모시 아처의 환생》
9. 《작년을 기다리며》
10. 《흘러라 내 눈물아, 하고 경찰관은 말했다》
11. 《유빅》
12. 《안드로이드는 전기 양의 꿈을 꾸는가?》
13. 《스캐너 다클리》
14. 《도메가로 기억을 팝니다》
15. 《마이너리티 리포트》
16. 《진흙발의 오르페우스》

## 같이 보기
- 합의된 실재
- 사이버펑크
- 편집물
- 초월적 관념론